# Врата Тигра и Дракона (маньхуа)
Oriental Heroes (с англ. — «Восточные герои») — популярная гонконгская маньхуа, посвящённая боевым искусствам. Она была создана Вон Юклоном в 1970 году, и её выпуск продолжается до сих пор. Восточные герои считаются первой манхвой в жанре боевых искусств и в дальнейшем основателем этого жанра. В 2006 году по её мотивам был снят фильм Врата Тигра и Дракона с Николасом Се и Донни Йеном в главных ролях.

## Название
Oriental Heroes - официальное английское название книги. В самом Гонконге используется кантонское название Lùhng Fú Mùhn . В переводе это обозначает Врата Тигра и Дракона - название вымышленной школы кун-фу, где учатся главные герои.

## Персонажи
- Тигр Хуан младший (кит. 王小虎) - восемнадцатилетний воспитанник школы Тигра и Дракона. Тигр спокоен и мужественен, что позволяет ему выходить против любых злодеев без каких либо сомнений. Практически вся его техника основана на технике ног и называется "18 Ударов Драконоборца Семьи Вон", которой его научил его дядя. В целом же его стиль основан на Хунгар. В фильме его сыграл Николас Се.
- Дракон Хуан (кит. 王小龍) - двадцатилетний старший брат Тигра по отцу. Ещё когда он был маленьким, его отец ушёл к матери Тигра. Из-за этого мать Дракона долго страдала, и впоследствии умерла, вследствие чего Дракон попал в детский дом. Представленный сам себе, он постепенно превращался в преступника и в конце концов стал членом банды. Хотя изначально Дракон нигде не обучался боевым искусствам, он смог самостоятельно освоить Багуачжан. Впоследствии он всё-таки смог примириться с Тигром, но долго не мог простить смерть своей матери, в которой он винил Тигра. В фильме его сыграл Донни Йен.
- Золотой/Чёрный Дракон (кит. 石黑龍) - восемнадцатилетний друг Тигра и Дракона. Он принадлежит к Элосы-цзу, поскольку он наполовину китаец, наполовину русский. Раньше он жил с родителями и младшей сестрой в Макао, где его отец владел додзё Дзюдо. Когда члены преступной организации убили его отца из-за отказа присоединится, мать Чёрного Дракона убежала с ним во Врата Тигра и Дракона. Помимо превосходной техники дзюдо, его главным оружием являются нунчаки.